# Dipturus campbelli
Dipturus campbelli (tên tiếng Anh blackspot skate) là một loài cá thuộc họ Rajidae. Nó được tìm thấy ở Mozambique và Nam Phi. Môi trường sống tự nhiên của chúng là vùng biển mở.